# スヴェレ・マグヌス
スヴェレ・マグヌス（Sverre Magnus, 2005年12月3日 - ）は、ノルウェー王太子ホーコン・マグヌスとその妃メッテ＝マリットの長男(第2子)。姉にイングリッド・アレクサンドラ王女、異父兄にマリウス・ホイビーがいる。王位継承順位第3位。
なお、憲法の規定により、王位継承順位は姉のほうが優先されるが、イギリス王位継承順位は、1701年王位継承法により、姉に先行する。
| 上位 イングリッド・アレクサンドラ王女 | ノルウェー王位継承権者 継承順位第3位                  | 下位 マッタ・ルイーセ王女                            |
| 上位 ホーコン王子 ノルウェー王子      | イギリス王位継承順位 他の英連邦王国の王位継承権も同様 | 下位 イングリッド・アレクサンドラ王女 ノルウェー王女 |